# Aloe rubescens
Aloe rubescens é uma espécie de liliopsida do gênero Aloe, pertencente à família Asphodelaceae.